# Kemal Avdić
Kemal Avdić (Banovići, 30. kolovoza 1988.) bosanskohercegovački je profesionalni košarkaš. Igra na poziciji krilnog centra, a trenutačno je član Bosne ASA BH Telecom. 

## Karijera
Avdić je karijeru gradio u Poljskoj gdje je nastupao za ASCO Śląsk koji je napustio krajem sezone 2007./08. zbog financijskih problema kluba. Novu sezonu počeo u hrvatskom prvoligašu Svjetlosti iz Slavonskog Broda, a onda u siječnju 2009. potpisuje četverogodišnji ugovor s Bosnom ASA BH Telecom. Tada je trebao otići na posudbu u KK Slaviju, ali ozljedom Hajrića otvorio mu se prostor u momčadi. S Bosnom je na kraju sezone osvojio bosanskohercegovački kup. 

## Vanjske poveznice
- Profil na NLB.com